# Юзеф Карцан
Юзеф Карцан (біл. Юзаф  Карцан) - друкар та книговидавець, син Яна Карцана

## Життєпис
Юзеф Карцан отримав у спадщину батьківську друкарню у Вільно. Почав видавати книжки, позначені своїм іменем, з 1611 року. 
Його друкарська діяльність за масштабами значно поступалась батьковій.
Прийнявши католицтво, Юзеф Карцан друкував переважно католицьких авторів, в основному панегіричні брошури. 
Серед його видань - перші надруковані у Вільно католицькі співи (деякі з нотами).
Загалом Юзеф Карцан надрукував близько 40 книг. Останнє видання вийшло у 1620 році.
Подальша доля друкарні та Юзефа Карцана невідома.